# Vegaviana
Vegaviana – gmina w Hiszpanii, w prowincji Cáceres, w Estramadurze, o powierzchni 23,06 km². W 2011 roku gmina liczyła 854 mieszkańców.